# 8 mm Lebel
El 8 x 50 R Francés o 8 mm Lebel fue el primer cartucho de fusil que empleaba pólvora sin humo fabricado y adoptado por país alguno. Fue creado en Francia en 1886. Desarrollado a partir del abotellamiento de un casquillo del cartucho de pólvora negra 11 mm Gras, el 8 mm Lebel dio inicio a una revolución en el diseño de cartuchos militares para fusil. El cartucho estándar 8 mm Lebel fue el primero en emplear una bala con base troncocónica (Balle D), siendo adoptado en 1898.

## Nota
Existen dos cartuchos 8 mm Lebel, uno para el Fusil Lebel Modelo 1886 y otro para el Revólver Modelo 1892. Son cartuchos totalmente diferentes y no son intercambiables.

## Cartucho de fusil 8 mm Lebel
Originalmente montaba una bala de 15 gramos (232 granos) con núcleo de plomo, camisa de cuproníquel y punta troncónica ("Balle M"), que había sido diseñada por el teniente coronel Nicolas Lebel basándose en el diseño del 11 x 59 R usado por los fusiles Gras y Chassepot . Esta era propulsada por la primera pólvora sin humo efectiva (Poudre B), sobre la base de nitrocelulosa, desarrollada por Paul Marie Eugène Vieille en 1884. El coeficiente balístico y alcance de la "Balle M" eclipsó a todos los anteriores cartuchos militares existentes en aquel entonces (1886). La "Balle M" fue reemplazada en 1898 por una bala de latón macizo 90/100 de 12,8 gramos (198 granos), con base troncocónica y del tipo spitzer ("Balle D"), que tenía una trayectoria más precisa y un mejor desempeño a larga distancia. Fue elegida tras exhaustivas pruebas llevadas a cabo en el Atelier de Puteaux (APX) con cinco tipos de balas (A, B, C, D y E) diseñadas por el capitán Desaleux. Los cartuchos con la "Balle D" de latón macizo fueron empleados durante la Primera Guerra Mundial en todas las armas que empleaban este cartucho, como los fusiles y carabinas de cerrojo Berthier y en armas automáticas: la ametralladora Hotchkiss M1914 y la ametralladora ligera Chauchat. En 1932 se actualizó este cartucho por última vez, con una bala de 15 gramos (232 granos) con núcleo de plomo, camisa de cuproníquel, base troncocónica y del tipo spitzer ("Balle N"). El diámetro del cuello del casquillo era ligeramente más grande que el de los cartuchos que empleaban la vieja "Balle D". La "Balle N" fue originalmente diseñada para mejorar el desempeño a larga distancia de la ametralladora Hotchkiss. La modificación de los fusiles y carabinas Lebel para emplear el cartucho "N" fue un intento de estandarizar la munición de estas armas con la de las ametralladoras Hotchkiss que todavía estaban en servicio antes del inicio de la Segunda Guerra Mundial. También se produjeron cartuchos con balas trazadoras ("Balle T") y balas antiblindaje ("Balle P").
Aunque revolucionario para su época, el cartucho 8 mm Lebel tenía sus defectos. Era un diseño inusual, con una pestaña gruesa y tendencia a trabarse en los cargadores. Esto dificultaba su empleo en armas alimentadas mediante cargadores estándar como el fusil Berthier y la ametralladora Chauchat. Para poder cargar con seguridad los cartuchos con la puntiaguda bala "Balle D" en el depósito tubular del fusil Lebel, los cartuchos llevaban una estría alrededor del fulminante y a su vez este iba protegido con una cubierta para prevenir detonaciones accidentales de los cartuchos que se hallaban en el depósito. Además, los fusiles que lo empleaban (Lebel, Berthier, etc) ya eran casi obsoletos para cuando entró en servicio el cartucho con bala "Balle D", así como cuando entró en servicio el cartucho con bala "Balle N".  
NOTA: los cartuchos con bala "Balle N" jamás deben ser disparados en fusiles Lebel o Berthier que no tienen la recámara modificada para el cuello más ancho del cartucho N. Tales armas llevan estampada la letra "N" sobre el cañón, entre la recámara y el alza. 
En 1929 fue introducido en servicio el cartucho 7,5 x 54 MAS. Esto causó que el 8 mm Lebel se convirtiera repentinamente en obsoleto, pero debido a los problemas financieros de la posguerra y a la desidia política, no fue introducido en servicio sino hasta la adopción del fusil MAS-36 poco tiempo antes del inicio de la Segunda Guerra Mundial.

## Desempeño
Balle M
| Distancia (m)   | 200  | 400  | 600  | 800  | 1000 | 1500  | 2000  |
| Trayectoria (m) | 0,14 | 0,81 | 2,39 | 5,27 | 9,83 | 31,71 | 75,61 |
| Velocidad (m/s) | 488  | 397  | 335  | 290  | 255  | 197   | 160   |

Balle D
| Distancia (m)   | 200  | 400  | 600  | 800  | 1000 | 1500  | 2000 |
| Trayectoria (m) | 0,12 | 0,54 | 1,43 | 3,01 | 5,60 | 18,30 | 44,0 |
| Velocidad (m/s) | 607  | 521  | 448  | 388  | 342  | 278   | 240  |

## Usuarios
- Francia
- Grecia: empleó la ametralladora St. Étienne M1907 entre 1917-1940.
- Italia: empleó la ametralladora St. Étienne M1907 entre 1917-1918.
- España: las tropas republicanas emplearon fusiles Lebel durante la guerra civil española.
- Estados Unidos: empleó las ametralladoras Hotchkiss M1914 y Chauchat C.S.R.G. entre 1917-1918.

## Armas que emplean el 8 mm Lebel
- Ametralladora Chauchat
- Ametralladora Hotchkiss M1909
- Ametralladora Hotchkiss M1914
- Ametralladora St. Étienne M1907
- Fusil Lebel Modelo 1886
- Fusil automático Modelo 1917
- Fusil Berthier
- Carabina Berthier